# Medalhados em 110 metros barreiras
Medalhados na prova de 110 metros barreiras

## Medalhados olímpicos nos 110 m com barreiras
| Ano  | Ouro             | Ouro              | Prata              | Prata          | Bronze              | Bronze          |
| ---- | ---------------- | ----------------- | ------------------ | -------------- | ------------------- | --------------- |
| 1896 | Thomas Curtis    | Estados Unidos    | Grantley Goulding  | Reino Unido    | -                   | -               |
| 1900 | Alvin Kraenzlein | Estados Unidos    | John McClean       | Estados Unidos | Fred Moloney        | Estados Unidos  |
| 1904 | Frederick Schule | Estados Unidos    | Thaddeus Schideler | Estados Unidos | Lesley Ashburner    | Estados Unidos  |
| 1906 | Robert Leavitt   | Estados Unidos    | Alfred Healey      | Reino Unido    | Vincent Duncker     | Alemanha        |
| 1908 | Forrest Smithson | Estados Unidos    | John Garrels       | Estados Unidos | Arthur Shaw         | Estados Unidos  |
| 1912 | Frederick Kelly  | Estados Unidos    | James Wendell      | Estados Unidos | Martin Hawkins      | Estados Unidos  |
| 1920 | Earl Thomson     | Canadá            | Harold Barron      | Estados Unidos | Frederick Murray    | Estados Unidos  |
| 1924 | Daniel Kinsey    | Estados Unidos    | Sydney Atkinson    | África do Sul  | Sten Pettersson     | Suécia          |
| 1928 | Sydney Atkinson  | África do Sul     | Steve Anderson     | Estados Unidos | John Collier        | Estados Unidos  |
| 1932 | George Saling    | Estados Unidos    | Percy Beard        | Estados Unidos | Donald Finlay       | Reino Unido     |
| 1936 | Forrest Towns    | Estados Unidos    | Donald Finlay      | Reino Unido    | Frederick Pollar    | Estados Unidos  |
| 1948 | William Porter   | Estados Unidos    | Clyde Scott        | Estados Unidos | Craig Dixon         | Estados Unidos  |
| 1952 | Harrison Dillard | Estados Unidos    | Jack Davis         | Estados Unidos | Arthur Barnard      | Estados Unidos  |
| 1956 | Lee Calhoun      | Estados Unidos    | Jack Davis         | Estados Unidos | Joel Shankle        | Estados Unidos  |
| 1960 | Lee Calhoun      | Estados Unidos    | Willie May         | Estados Unidos | Hayes Jones         | Estados Unidos  |
| 1964 | Hayes Jones      | Estados Unidos    | Blaine Lindgren    | Estados Unidos | Anatoli Mikhailov   | União Soviética |
| 1968 | Willie Davenport | Estados Unidos    | Ervin Hall         | Estados Unidos | Eddy Ottoz          | Itália          |
| 1972 | Rod Milburn      | Estados Unidos    | Guy Drut           | França         | Thomas Hill         | Estados Unidos  |
| 1976 | Guy Drut         | França            | Alejandro Casañas  | Cuba           | Willie Davenport    | Estados Unidos  |
| 1980 | Thomas Munkelt   | Alemanha Oriental | Alejandro Casañas  | Cuba           | Aleksandr Puchkov   | União Soviética |
| 1984 | Roger Kingdom    | Estados Unidos    | Greg Foster        | Estados Unidos | Arto Bryggare       | Finlândia       |
| 1988 | Roger Kingdom    | Estados Unidos    | Colin Jackson      | Reino Unido    | Tony Campbell       | Estados Unidos  |
| 1992 | Mark McKoy       | Canadá            | Tony Dees          | Estados Unidos | Jack Pierce         | Estados Unidos  |
| 1996 | Allen Johnson    | Estados Unidos    | Mark Crear         | Estados Unidos | Florian Schwarthoff | Alemanha        |
| 2000 | Añer García      | Cuba              | Terrence Trammell  | Estados Unidos | Mark Crear          | Estados Unidos  |
| 2004 | Liu Xiang        | China             | Terrence Trammell  | Estados Unidos | Añer García         | Cuba            |

## Medalhados nos 110m com barreiras em Campeonatos Mundiais
| Ano  | Ouro           | Ouro           | Prata             | Prata          | Bronze         | Bronze         |
| ---- | -------------- | -------------- | ----------------- | -------------- | -------------- | -------------- |
| 1983 | Greg Foster    | Estados Unidos | Arto Bryggare     | Finlândia      | Willie Gault   | Estados Unidos |
| 1987 | Greg Foster    | Estados Unidos | Jon Ridgeon       | Reino Unido    | Colin Jackson  | Reino Unido    |
| 1991 | Greg Foster    | Estados Unidos | Jack Pierce       | Estados Unidos | Tony Jarrett   | Reino Unido    |
| 1993 | Colin Jackson  | Reino Unido    | Tony Jarrett      | Reino Unido    | Jack Pierce    | Estados Unidos |
| 1995 | Allen Johnson  | Estados Unidos | Tony Jarrett      | Reino Unido    | Roger Kingdom  | Estados Unidos |
| 1997 | Allen Johnson  | Estados Unidos | Colin Jackson     | Reino Unido    | Igor Kovác     | Eslováquia     |
| 1999 | Colin Jackson  | Reino Unido    | Anier Garcia      | Cuba           | Duane Ross     | Estados Unidos |
| 2001 | Allen Johnson  | Estados Unidos | Anier Garcia      | Cuba           | Dudley Dorival | Haiti          |
| 2003 | Allen Johnson  | Estados Unidos | Terrence Trammell | Estados Unidos | Liu Xiang      | China          |
| 2005 | Ladji Doucoure | França         | Liu Xiang         | China          | Allen Johnson  | Estados Unidos |